# Redukce nitrosloučenin
Redukce nitrosloučenin jsou organické redukční reakce, jejichž substráty jsou nitrosloučeniny. Spektrum reaktantů použitelných k takovým redukcím je široké.
Redukce alkyl- a arylnitrosloučenin probíhají odlišně. Častěji se využívají redukce arylnitrosloučenin.

## Aromatické nitrosloučeniny

### Redukce na aniliny
Redukce nitroarenů mají průmyslový význam. Je známo více postupů:
- Katalytická hydrogenace za katalýzy: Raneyovým niklem[2], palladiem na uhlíku,[3][4][5] oxidem platičitým či Urušibarovým niklem.[6]
- Železo v kyselém prostředí.[7][8][9]
- Dithioničitan sodný[10]
- Sulfid sodný (nebo sulfan a zásada). Příkladem může být selektivní redukce dinitrofenolu na nitroaminofenol.[11]
- Chlorid cínatý[12]
- Chlorid titanitý
- Sloučeniny samaria[13]
- Kyselina jodovodíková[14]

Hydridy kovů se obvykle na redukce arylnitrosloučenin nepoužívají, protože vytvářejí azosloučeniny.

### Redukce na hydroxylaminy
Bylo popsáno několik způsobů přípravy arylhydroxylaminů z arylnitrosloučenin:
- Raneyův nikl a hydrazin při 0-10 °C[15]
- Elektrolytická redukce[16]
- Kovový zinek ve vodném roztoku chloridu amonného[17]
- Rhodium na uhlíku za přítomnosti nadbytku hydrazinmonohydrátu při pokojové teplotě[18]

### Redukce na hydrazinosloučeniny
Reakcemi nitroarenů s přebytkem zinku vznikají N,N'-diarylhydraziny.

### Redukce na azosloučeniny
Reakcemi aromatických nitrosloučenin s hydridy kovů se vytvářejí azosloučeniny. Použitelnými reaktanty jsou například:
- Tetrahydridohlinitan lithný[20]

- Kovový zinek s hydroxidem sodným.[19] (nadbytek zinku redukuje azosloučeninu na hydrazinovou)

## Alifatické nitrosloučeniny

### Redukce na uhlovodíky
Hydrodenitrace (nahrazení nitroskupin vodíkem) jsou obtížné, ale lze jich dosáhnout katalytickými hydrogenacemi za přítomnosti platiny na silikagelu za vysokých teplot.
Další možností je radikálová reakce tributylcínu a radikálového iniciátoru, jako je azobisizobutyronitril.

### Redukce na aminy
Alifatické nitrosloučeniny mohou být redukovány na odpovídající aminy, a to několika způsoby, těmi jsou:
- Katalytická hydrogenace za katalýzy oxidem platičitým (PtO2)[23] nebo Raneyovým niklem[24]
- Železo v kyselině octové[25]
- Jodid samarnatý[26]
- Raneyův nikl, platina na uhlíku nebo práškový zinek v kyselině mravenčí nebo mravenčanu amonném[6]

α,β-nenasycené nitrosloučeniny lze na nasycené aminy zredukovat těmito způsoby:
- Katalytickou hydrogenací za přítomnosti palladia na uhlíku
- Kovovým železem
- Hydridem lithnohlinitým[27]
- Borohydridem lithným nebo sodným a trimethylsilylchloridem[28]
- Bis(2-methoxyethoxy)hydridohlinitanem sodným[29]

### Redukce na hydroxylaminy
Alifatické nitrosloučeniny lze redukovat na alifatické hydroxylaminy, a to diboranem.
Tuto reakci je možné uskutečnit i s práškovým zinkem a chloridem amonným:
R-NO2 + 4 NH4Cl + 2 Zn → R-NH-OH + 2 ZnCl2 + 4 NH3 + H2O

### Redukce na oximy
Redukce nitrosloučenin na oximy se provádí za přítomnosti solí kovů, jako jsou například chlorid cínatý a chlorid chromnatý.
Oximy lze také získat katalytickou hydrogenací.